# Марвін Швабе
Марвін Швабе (нім. Marvin Schwäbe, нар. 25 квітня 1995, Дібург, Німеччина) — німецький футболіст, воротар клубу «Кельн».

## Ігрова кар'єра

### Клубна
Марвін Швабе народився у містечку Дібург. Футболом почав займатися у місцевій команді з нижчих дивізіонів. У 2009 році воротар приєднався до футбольної школи клубу «Айнтрахт» з Франкфурта. Де почав грати у дублюючому складі у Регіональній лізі. У 2012 році Швабе підписав контракт з іншим клубом Бундесліги «Гоффенгайм 1899». З юнацької командою якого (U-19) Швабе виграв юнацький чемпіонат Німеччини.
Не маючи можливостей для реалізації своїх здібностей у першій команді клубу, у 2015 році Швабе на правах оренди переходить до складу клубу Другої Бундесліги «Оснабрюк». Наступного сезону Швабе знов відправився в оренду у Другу Бундеслігу. Цього разу його командою стало дрезденське «Динамо». У Дрездені воротар провів два сезони.
Після закінчення орендного терміну воротар підписав трирічний контракт з данським клубом «Брондбю», де він одразу забронював за собою місце першого воротаря. У ЗМІ кілька разів з'являлася інформація про повернення Швабе до німецького чемпіонату. Але жодного тразу подібна інформація не мала підтверджень.

### Збірна
У 2017 році Марвін Швабе у складі молодіжної збірної Німеччини став переможцем молодіжної першості Європи, що проходила у Польщі.

## Досягнення
- Чемпіон Європи серед молоді (1):

Німеччина U-21: 2017
- Чемпіон Данії (1):

«Брондбю»: 2020-21